# Watarirouka Hashiritai
Watarirouka Hashiritai (яп. 渡り廊下走り隊 Ватариро:ка хасиритай, Команда бега по коридору) — японская женская идол-группа, которую составляют несколько участниц AKB48. Группа дебютировала в составе четырёх девушек в январе 2009 года с двойным синглом «Hatsukoi Dash/Aoi Mirai» на лейбле Pony Canyon. В феврале 2010 года в состав была добавлена пятая участница, Аяка Кикути. В июне того же года была образована группа Watarirouka Hashiritai 7, в которую вошли ещё две девушки из AKB48, Мисаки Иваса и Мика Комори, однако синглы группа продолжала выпускать впятером под прежним именем. Первый сингл семёрки, «Valentine Kiss», вышел 2 февраля 2011 года.

## Дискография

### Альбомы
| Год  | Название | Oricon | Продажи (Oricon) |
| ---- | --- | ------ | ---------------- |
| 2010 | Rouka wa Hashiru na! (яп. 廊下は走るな!) - Выпуск: 13 октября 2010 - Лейбл: Pony Canyon (PCCA-032) - Форматы: CD, цифровой формат | 4      | 33 тыс.          |

### Синглы
| Дата выпуска | Название                                               | Место  | Место                   | Место                    | Продажи (Oricon) |
| Дата выпуска | Название                                               | Oricon | Billboard Japan Hot 100 | RIAJ Digital Track Chart | Продажи (Oricon) |
| ------------ | ------------------------------------------------------ | ------ | ----------------------- | ------------------------ | ---------------- |
| 2009         | «Hatsukoi Dash/Aoi Mirai» (яп. 初恋ダッシュ／青い未来) | 10     | 42                      | –                        | 17 тыс.          |
| 2009         | «Yaruki Hanabi» (яп. やる気花火)                       | 9      | 25                      | –                        | 16 тыс.          |
| 2009         | «Kanpeki Guu no ne» (яп. 完璧ぐ〜のね)                 | 7      | 43                      | –                        | 32 тыс.          |
| 2010         | «Akkanbe Bashi» (яп. アッカンベー橋)                   | 1      | 8                       | 54                       | 34 тыс.          |
| 2010         | «Seishun no Flag» (яп. 青春のフラッグ)                 | 4      | 5                       | 67                       | 47 тыс.          |
| 2010         | «Gyu» (яп. ギュッ)                                     | 2      | 7                       | 68                       | 38 тыс.          |
| 2011         | «Valentine Kiss» (яп. バレンタイン・キッス)            | 2      | 3                       | 15                       | 127 тыс.         |
| 2011         | «Hetappi Wink» (яп. へたっぴウィンク)                  | 2      | 4                       |                          | 98 тыс.          |
| 2011         | «Kibou Sanmyaku» (яп. 希望山脈)                        | 3      | 4                       |                          | 119 тыс.         |
| 2012         | «Shounen yo Uso o Tsuke!» (яп. 少年よ 嘘をつけ!)       | 3      | 4                       | 15                       | 80 тыс.          |

### Музыкальные видео
| Название                  | Официальное видео на YouTube |
| ------------------------- | ---------------------------- |
| «Hatsukoi Dash»           | смотреть                     |
| «Yaruki Hanabi»           | смотреть                     |
| «Kanpeki Guu no ne»       | смотреть                     |
| «Akkanbe Bashi»           | смотреть                     |
| «Seishun no Flag»         | смотреть                     |
| «Gyu»                     | смотреть                     |
| «Valentine Kiss»          | смотреть                     |
| «Hetappi Wink»            | смотреть                     |
| «Kibou Sanmyaku»          | смотреть                     |
| «Shounen yo Uso o Tsuke!» | смотреть                     |